# Premiul Alfred Bauer
Premiul Alfred Bauer este un premiu anual de film, oferit în cadrul galelor Berlinale, ca parte a seriei de premii dotate cu Ursul de Argint, având dedicația „pentru acel film care deschide noi perspective în arta cinematografiei”.

## Câștigătorii premiului
| An   | Film                               | Regizor             | Naționalitate              |
| ---- | ---------------------------------- | ------------------- | -------------------------- |
| 1987 | Mauvais Sang                       | Léos Carax          | Franța                     |
| 1989 | The Servant                        | Vadim Abdrashitov   | Uniunea Sovietică          |
| 1990 | The Guard                          | Aleksandr Rogozhkin | Uniunea Sovietică          |
| 1992 | Infinitas                          | Marlen Khutsiev     | Rusia                      |
| 1994 | Hwa-Om-Kyung                       | Jang Sun-woo        | Coreea de Sud              |
| 1996 | Strangled Lives                    | Ricky Tognazzi      | Italia                     |
| 1997 | Romeo + Juliet                     | Baz Luhrmann        | Australia                  |
| 1998 | Hold You Tight                     | Stanley Kwan        | Format:HK                  |
| 1999 | Karnaval                           | Thomas Vincent      | Franța                     |
| 2000 | Boy's Choir                        | Akira Ogata         | Japonia                    |
| 2001 | La Ciénaga                         | Lucrecia Martel     | Argentina                  |
| 2002 | Baader                             | Christopher Roth    | Germania                   |
| 2003 | Hero                               | Zhang Yimou         | China                      |
| 2004 | Maria Full of Grace                | Joshua Marston      | Statele Unite ale Americii |
| 2005 | The Wayward Cloud                  | Tsai Ming-liang     | Taiwan                     |
| 2006 | The Minder                         | Rodrigo Moreno      | Argentina                  |
| 2007 | I'm a Cyborg, But That's OK        | Park Chan-wook      | Coreea de Sud              |
| 2008 | Lake Tahoe                         | Fernando Eimbcke    | Mexic                      |
| 2009 | Giant                              | Adrián Biniez       | Uruguay                    |
| 2009 | Sweet Rush (Tatarak)               | Andrzej Wajda       | Polonia                    |
| 2010 | Eu când vreau să fluier, fluier    | Florin Șerban       | România                    |
| 2011 | If Not Us, Who?                    | Andres Veiel        | Germania                   |
| 2012 | Tabu                               | Miguel Gomes        | Portugalia                 |
| 2013 | Vic and Flo Saw a Bear             | Denis Côté          | Canada                     |
| 2014 | Life of Riley                      | Alain Resnais       | Franța                     |
| 2015 | Ixcanul                            | Jayro Bustamante    | Guatemala                  |
| 2016 | A Lullaby to the Sorrowful Mystery | Lav Diaz            | Filipine                   |